# غاريث كار
غاريث كار (بالإنجليزية: Gareth Carr) هو لاعب هوكي الحقل جنوب أفريقي، ولد في 4 نوفمبر 1981.